# Classement du championnat du monde des pilotes de Formule 1 de 2000 à 2009
Liste, par année, des pilotes de Formule 1 classés parmi les dix premiers du championnat du monde.

## 2000
| Classement | Pilotes               | Pays        | Écuries            | Points inscrits |
| ---------- | --------------------- | ----------- | ------------------ | --------------- |
| 1er        | Michael Schumacher    | Allemagne   | Ferrari            | 108             |
| 2e         | Mika Häkkinen         | Finlande    | McLaren-Mercedes   | 89              |
| 3e         | David Coulthard       | Royaume-Uni | McLaren-Mercedes   | 73              |
| 4e         | Rubens Barrichello    | Brésil      | Ferrari            | 62              |
| 5e         | Ralf Schumacher       | Allemagne   | Williams-BMW       | 24              |
| 6e         | Giancarlo Fisichella  | Italie      | Benetton-Playlife  | 18              |
| 7e         | Jacques Villeneuve    | Canada      | BAR-Honda          | 17              |
| 8e         | Jenson Button         | Royaume-Uni | Williams-BMW       | 12              |
| 9e         | Heinz-Harald Frentzen | Allemagne   | Jordan-Mugen Honda | 11              |
| 10e        | Jarno Trulli          | Italie      | Jordan-Mugen Honda | 6               |

## 2001
| Classement | Pilotes            | Pays        | Écuries          | Points inscrits |
| ---------- | ------------------ | ----------- | ---------------- | --------------- |
| 1er        | Michael Schumacher | Allemagne   | Ferrari          | 123             |
| 2e         | David Coulthard    | Royaume-Uni | McLaren-Mercedes | 65              |
| 3e         | Rubens Barrichello | Brésil      | Ferrari          | 56              |
| 4e         | Ralf Schumacher    | Allemagne   | Williams-BMW     | 49              |
| 5e         | Mika Häkkinen      | Finlande    | McLaren-Mercedes | 37              |
| 6e         | Juan Pablo Montoya | Colombie    | Williams-BMW     | 31              |
| 7e         | Jacques Villeneuve | Canada      | BAR-Honda        | 12              |
| 8e         | Nick Heidfeld      | Allemagne   | Sauber-Petronas  | 12              |
| 9e         | Jarno Trulli       | Italie      | Jordan-Honda     | 12              |
| 10e        | Kimi Räikkönen     | Finlande    | Sauber-Petronas  | 9               |

## 2002
| Classement | Pilotes            | Pays        | Écuries          | Points inscrits |
| ---------- | ------------------ | ----------- | ---------------- | --------------- |
| 1er        | Michael Schumacher | Allemagne   | Ferrari          | 144             |
| 2e         | Rubens Barrichello | Brésil      | Ferrari          | 77              |
| 3e         | Juan Pablo Montoya | Colombie    | Williams-BMW     | 50              |
| 4e         | Ralf Schumacher    | Allemagne   | Williams-BMW     | 42              |
| 5e         | David Coulthard    | Royaume-Uni | McLaren-Mercedes | 41              |
| 6e         | Kimi Räikkönen     | Finlande    | McLaren-Mercedes | 24              |
| 7e         | Jenson Button      | Royaume-Uni | Renault          | 14              |
| 8e         | Jarno Trulli       | Italie      | Renault          | 9               |
| 9e         | Eddie Irvine       | Royaume-Uni | Jaguar-Cosworth  | 8               |
| 10e        | Nick Heidfeld      | Allemagne   | Sauber-Petronas  | 7               |

## 2003
| Classement | Pilotes            | Pays        | Écuries          | Points inscrits |
| ---------- | ------------------ | ----------- | ---------------- | --------------- |
| 1er        | Michael Schumacher | Allemagne   | Ferrari          | 93              |
| 2e         | Kimi Räikkönen     | Finlande    | McLaren-Mercedes | 91              |
| 3e         | Juan Pablo Montoya | Colombie    | Williams-BMW     | 82              |
| 4e         | Rubens Barrichello | Brésil      | Ferrari          | 65              |
| 5e         | Ralf Schumacher    | Allemagne   | Williams-BMW     | 58              |
| 6e         | Fernando Alonso    | Espagne     | Renault          | 55              |
| 7e         | David Coulthard    | Royaume-Uni | McLaren-Mercedes | 51              |
| 8e         | Jarno Trulli       | Italie      | Renault          | 33              |
| 9e         | Jenson Button      | Royaume-Uni | BAR-Honda        | 17              |
| 10e        | Mark Webber        | Australie   | Jaguar-Cosworth  | 17              |

## 2004
| Classement | Pilotes            | Pays        | Écuries          | Points inscrits |
| ---------- | ------------------ | ----------- | ---------------- | --------------- |
| 1er        | Michael Schumacher | Allemagne   | Ferrari          | 148             |
| 2e         | Rubens Barrichello | Brésil      | Ferrari          | 114             |
| 3e         | Jenson Button      | Royaume-Uni | BAR-Honda        | 85              |
| 4e         | Fernando Alonso    | Espagne     | Renault          | 59              |
| 5e         | Juan Pablo Montoya | Colombie    | Williams-BMW     | 58              |
| 6e         | Jarno Trulli       | Italie      | Renault/Toyota   | 46              |
| 7e         | Kimi Räikkönen     | Finlande    | McLaren-Mercedes | 45              |
| 8e         | Takuma Satō        | Japon       | BAR-Honda        | 34              |
| 9e         | Ralf Schumacher    | Allemagne   | Williams-BMW     | 24              |
| 10e        | David Coulthard    | Royaume-Uni | McLaren-Mercedes | 24              |

## 2005
| Classement | Pilotes              | Pays        | Écuries          | Points inscrits |
| ---------- | -------------------- | ----------- | ---------------- | --------------- |
| 1er        | Fernando Alonso      | Espagne     | Renault          | 133             |
| 2e         | Kimi Räikkönen       | Finlande    | McLaren-Mercedes | 112             |
| 3e         | Michael Schumacher   | Allemagne   | Ferrari          | 62              |
| 4e         | Juan Pablo Montoya   | Colombie    | McLaren-Mercedes | 60              |
| 5e         | Giancarlo Fisichella | Italie      | Renault          | 58              |
| 6e         | Ralf Schumacher      | Allemagne   | Toyota           | 45              |
| 7e         | Jarno Trulli         | Italie      | Toyota           | 43              |
| 8e         | Rubens Barrichello   | Brésil      | Ferrari          | 38              |
| 9e         | Jenson Button        | Royaume-Uni | BAR-Honda        | 37              |
| 10e        | Mark Webber          | Australie   | Williams-BMW     | 36              |

## 2006
| Classement | Pilotes              | Pays        | Écuries          | Points inscrits |
| ---------- | -------------------- | ----------- | ---------------- | --------------- |
| 1er        | Fernando Alonso      | Espagne     | Renault          | 134             |
| 2e         | Michael Schumacher   | Allemagne   | Ferrari          | 121             |
| 3e         | Felipe Massa         | Brésil      | Ferrari          | 80              |
| 4e         | Giancarlo Fisichella | Italie      | Renault          | 72              |
| 5e         | Kimi Räikkönen       | Finlande    | McLaren-Mercedes | 65              |
| 6e         | Jenson Button        | Royaume-Uni | Honda            | 56              |
| 7e         | Rubens Barrichello   | Brésil      | Honda            | 30              |
| 8e         | Juan Pablo Montoya   | Colombie    | McLaren-Mercedes | 26              |
| 9e         | Nick Heidfeld        | Allemagne   | BMW Sauber       | 23              |
| 10e        | Ralf Schumacher      | Allemagne   | Toyota           | 20              |

## 2007
| Classement | Pilotes              | Pays        | Écuries          | Points inscrits |
| ---------- | -------------------- | ----------- | ---------------- | --------------- |
| 1er        | Kimi Räikkönen       | Finlande    | Ferrari          | 110             |
| 2e         | Lewis Hamilton       | Royaume-Uni | McLaren-Mercedes | 109             |
| 2e         | Fernando Alonso      | Espagne     | McLaren-Mercedes | 109             |
| 4e         | Felipe Massa         | Brésil      | Ferrari          | 94              |
| 5e         | Nick Heidfeld        | Allemagne   | BMW Sauber       | 61              |
| 6e         | Robert Kubica        | Pologne     | BMW Sauber       | 39              |
| 7e         | Heikki Kovalainen    | Finlande    | Renault          | 30              |
| 8e         | Giancarlo Fisichella | Italie      | Renault          | 21              |
| 9e         | Nico Rosberg         | Allemagne   | Williams-Toyota  | 20              |
| 10e        | David Coulthard      | Royaume-Uni | Red Bull-Renault | 14              |

## 2008
| Classement | Pilotes           | Pays        | Écuries            | Points inscrits |
| ---------- | ----------------- | ----------- | ------------------ | --------------- |
| 1er        | Lewis Hamilton    | Royaume-Uni | McLaren-Mercedes   | 98              |
| 2e         | Felipe Massa      | Brésil      | Ferrari            | 97              |
| 3e         | Kimi Räikkönen    | Finlande    | Ferrari            | 75              |
| 4e         | Robert Kubica     | Pologne     | BMW Sauber         | 75              |
| 5e         | Fernando Alonso   | Espagne     | Renault            | 61              |
| 6e         | Nick Heidfeld     | Allemagne   | BMW Sauber         | 60              |
| 7e         | Heikki Kovalainen | Finlande    | McLaren-Mercedes   | 53              |
| 8e         | Sebastian Vettel  | Allemagne   | Toro Rosso-Ferrari | 35              |
| 9e         | Jarno Trulli      | Italie      | Toyota             | 31              |
| 10e        | Timo Glock        | Allemagne   | Toyota             | 25              |

## 2009
| Classement | Pilotes            | Pays        | Écuries          | Points inscrits |
| ---------- | ------------------ | ----------- | ---------------- | --------------- |
| 1er        | Jenson Button      | Royaume-Uni | Brawn-Mercedes   | 95              |
| 2e         | Sebastian Vettel   | Allemagne   | Red Bull-Renault | 84              |
| 3e         | Rubens Barrichello | Brésil      | Brawn-Mercedes   | 77              |
| 4e         | Mark Webber        | Australie   | Red Bull-Renault | 69,5            |
| 5e         | Lewis Hamilton     | Royaume-Uni | McLaren-Mercedes | 49              |
| 6e         | Kimi Räikkönen     | Finlande    | Ferrari          | 48              |
| 7e         | Nico Rosberg       | Allemagne   | Williams-Toyota  | 34,5            |
| 8e         | Jarno Trulli       | Italie      | Toyota           | 32,5            |
| 9e         | Fernando Alonso    | Espagne     | Renault          | 26              |
| 10e        | Timo Glock         | Allemagne   | Toyota           | 24              |